# 팀 사커루 FC
팀 사커루 FC(Team Socceroo Football Club)는 필리핀 메트로 마닐라를 연고로 하는 축구 클럽이다. 2012년 2부리그인 유나이티드 풋볼 리그에 처음 합류했다. 2014-2015 시즌부터 TSFC는 2013년 시즌에 2부 리그에 우승을 차지한 후 필리핀 최고의 프리미어 축구 리그인 유나이티드 풋볼 리그에서 뛰게 되었었다.
2015년 시글라 FC로 이름을 바꾸고 2016년 시즌부터 새 이름으로 UFL에서 뛰었지만 결국 리그에서 탈퇴했다. 2017년 구단명을 다시 현재의 이름으로 바꾸었다.

## 선수 명단

### 역대
- 박이영(2014)